# Hwardijeć Hwardijśke
Hwardijeć Hwardijśke (ukr. Футбольний клуб «Гвардієць» Гвардійське, Futbolnyj Kłub "Hwardijeć" Hwardijśke; ros. «Гвардеец» Гвардейское, krym. Gvardeiec Sarabuz) – ukraiński klub piłkarski z siedzibą w Hwardijśke w Republice Autonomicznej Krymu. Jeden z najstarszych klubów na Krymie.

## Historia
Chronologia nazw:
- 196?–...: Hwardijeć Hwardijśke (ukr. «Гвардієць» Гвардійське)

Piłkarski Klub Hwardijeć Hwardijśke został założony na początku lat 60. XX wieku w miejscowości Hwardijśke w rejonie symferopolskim w Republice Autonomicznej Krymu. Zespół uczestniczył w rozgrywkach Mistrzostw Krymu. 
W 2011 dotarł do finału Amatorskiego Pucharu. W lipcu 2012 jako finalista Pucharu Amatorskiego otrzymał miejsce w rozgrywkach Pucharu Ukrainy 2012/13.

## Sukcesy
- Amatorski Puchar:

finalista: 2011
- mistrzostwo Krymu:

mistrz: 2011
wicemistrz: 2010
- Puchar Krymu:

finalista: 2012

## Trenerzy
- 200?–...:  Władysław Malcew

## Inne
- Krymtepłycia Mołodiżne